# Lena Larsson (vissångerska)
Anna Karolina "Lena" Larsson, ogift Karlsson, född 14 juni 1882 i Ytterby församling, Göteborgs och Bohus län, död 20 november 1967 under ett framträdande på Göteborgs konserthus (hemmahörande i Gullö i Ytterby landskommun), var en svensk småbrukarhustru och traditionsbärare.
Lena Larsson föddes på Skansen i Ytterby i en familj som försörjde sig på fiske och småbruk. Som äldsta dotter fick hon ta hand om de mindre syskonen, hennes skolgång blev enligt egen utsago "ojämn", och när hon kom upp i konfirmationsåldern fick hon hjälpa till att mjölka. I ungdomen vistades hon under två månader i Göteborg för att lära sig stryka skjortor, det var allt hon var hemifrån. Hon gifte sig med småbrukaren Gustav Larsson först vid 53 års ålder och flyttade då tvärs över Nordre älv till Gullö. När hon blev änka 1956 tog hon själv hand om jordbruket som hon drev fram till död. Hon hade inga egna barn, men uppfostrade sin systers barn, som blivit moderlösa redan vid späd ålder.
Visan hade stor betydelse i Lena Larssons liv.  Hennes yngre bror Anders Carlsson nedtecknade ett antal av hennes vistexter och sände dels till Radiotjänsts folkvisetävling 1948–1949, dels till Västsvenska folkminnesarkivet i Göteborg. År 1957 reste Matts Arnberg från Sveriges Radio och Ulf Peder Olrog från Svenskt visarkiv till Ytterby för att göra de första inspelningarna av Lena Larssons visor. Därefter följde en rad inspelningar, och vid ett tillfälle hämtades hon till Stockholm för en TV-inspelning i Arnbergs regi. 
Inspelningarna omfattar omkring 250 visor, av vilka 66 är folkliga kärleksvisor (43 lyriska, 26 episka), 39 litterära visor (24 lyriska, 15 episka), 25 sjömansvisor, 20 småvisor (vagg- och vallvisor, ramsor, vispolskor), 15 ballader, 15 skämtvisor, 10 sång- och danslekar samt ett mindre antal soldatvisor, gesällvisor, historiska visor, emigrantvisor, naturlyriska visor, husförhörsvisor, nykterhetsvisor, nidvisor, dryckesvisor och revyvisor. 
Lena Larsson kom att göra åtskilliga framträdanden på radio, på grammofon och på konsertestrader. År 1967 gjorde hon sitt sista framträdande på Göteborgs konserthus; hon drabbades av hjärtattack medan publiken applåderade och segnade ned död.